# Barbara Pak
Barbara Pak (8 de abril de 1979) es una deportista canadiense que compitió en taekwondo.
Ganó una medalla en el Campeonato Mundial de Taekwondo de 1999, y dos medallas en el Campeonato Panamericano de Taekwondo en los años 1998 y 2000. En los Juegos Panamericanos de 1999 consiguió una medalla de plata.

## Palmarés internacional
| Campeonato Mundial      | Campeonato Mundial | Campeonato Mundial | Campeonato Mundial |
| Año                     | Lugar              | Medalla            | Categoría          |
| ----------------------- | ------------------ | ------------------ | ------------------ |
| 1999                    | Edmonton (Canadá)  | Medalla de bronce  | –67 kg             |
| Juegos Panamericanos    |                    |                    |                    |
| Año                     | Lugar              | Medalla            | Categoría          |
| 1999                    | Winnipeg (Canadá)  | Medalla de plata   | –67 kg             |
| Campeonato Panamericano |                    |                    |                    |
| Año                     | Lugar              | Medalla            | Categoría          |
| 1998                    | Lima (Perú)        | Medalla de plata   | –65 kg             |
| 2000                    | Oranjestad (Aruba) | Medalla de oro     | –67 kg             |